# Баєхан
Баєхан (перс. بايخان) — село в Ірані, у дегестані Кугпає, у бахші Новбаран, шагрестані Саве остану Марказі. За даними перепису 2006 року, його населення становило 0 осіб.

## Клімат
Середня річна температура становить 10,24 °C, середня максимальна – 29,21 °C, а середня мінімальна – -11,98 °C. Середня річна кількість опадів – 263 мм.
| Клімат поселення                              | Клімат поселення | Клімат поселення | Клімат поселення | Клімат поселення | Клімат поселення | Клімат поселення | Клімат поселення | Клімат поселення | Клімат поселення | Клімат поселення | Клімат поселення | Клімат поселення | Клімат поселення |
| Показник                                      | Січ.             | Лют.             | Бер.             | Квіт.            | Трав.            | Черв.            | Лип.             | Серп.            | Вер.             | Жовт.            | Лист.            | Груд.            |                  |
| Середній максимум, °C                         | 4,40             | 6,48             | 10,29            | 17,10            | 22,09            | 27,84            | 29,21            | 29,05            | 24,49            | 18,23            | 11,75            | 6,00             |                  |
| Середня температура, °C                       | −3,8             | −1,72            | 2,12             | 8,92             | 13,89            | 19,66            | 23,37            | 23,23            | 18,66            | 12,39            | 5,93             | 0,17             |                  |
| Середній мінімум, °C                          | −11,98           | −9,9             | −6,08            | 0,73             | 5,72             | 11,47            | 17,54            | 17,39            | 12,83            | 6,56             | 0,10             | −5,65            |                  |
| Норма опадів, мм                              | 34               | 34               | 48               | 41               | 35               | 5                | 2                | 1                | 0                | 10               | 21               | 32               |                  |
| Середньомісячна швидкість вітру, м/с          | 1.66             | 2.23             | 2.93             | 2.95             | 2.53             | 2.38             | 2.40             | 2.28             | 2.11             | 2.06             | 1.74             | 1.38             |                  |
| Середньомісячна сонячна радіація, кДж/м²·день | 8640             | 11479            | 14225            | 17838            | 21925            | 26668            | 26065            | 23719            | 20311            | 14745            | 10528            | 8532             |                  |
| --------------------------------------------- | ---------------- | ---------------- | ---------------- | ---------------- | ---------------- | ---------------- | ---------------- | ---------------- | ---------------- | ---------------- | ---------------- | ---------------- | ---------------- |
| Джерело:                                      |                  |                  |                  |                  |                  |                  |                  |                  |                  |                  |                  |                  |                  |